# Lijst van voetbalinterlands Noorwegen - Polen
Deze lijst van voetbalinterlands is een overzicht van alle officiële voetbalwedstrijden tussen de nationale teams van Noorwegen en Polen. De landen hebben tot op heden negentien keer tegen elkaar gespeeld. De eerste ontmoeting was een vriendschappelijke wedstrijd in Fredrikstad op 10 oktober 1926. Het laatste duel, eveneens een vriendschappelijke wedstrijd, werd gespeeld in Abu Dhabi (Verenigde Arabische Emiraten) op 18 januari 2014.

## Wedstrijden
| №  | Plaats      | Datum             | Competitie           | Wedstrijd         | Uitslag |
| -- | ----------- | ----------------- | -------------------- | ----------------- | ------- |
| 1  | Fredrikstad | 10 oktober 1926   | Vriendschappelijk    | Noorwegen − Polen | 3 − 4   |
| 2  | Berlijn     | 13 augustus 1936  | OS 1936              | Noorwegen − Polen | 3 − 2   |
| 3  | Warschau    | 23 oktober 1938   | Vriendschappelijk    | Polen − Noorwegen | 2 − 2   |
| 4  | Oslo        | 11 juni 1947      | Vriendschappelijk    | Noorwegen − Polen | 3 − 1   |
| 5  | Oslo        | 30 mei 1956       | Vriendschappelijk    | Noorwegen − Polen | 0 − 0   |
| 6  | Warschau    | 28 oktober 1956   | Vriendschappelijk    | Polen − Noorwegen | 5 − 3   |
| 7  | Oslo        | 15 mei 1963       | Vriendschappelijk    | Noorwegen − Polen | 2 − 5   |
| 8  | Szczecin    | 4 september 1963  | Vriendschappelijk    | Polen − Noorwegen | 9 − 0   |
| 9  | Oslo        | 9 juni 1968       | Vriendschappelijk    | Noorwegen − Polen | 1 − 6   |
| 10 | Łódź        | 27 augustus 1969  | Vriendschappelijk    | Polen − Noorwegen | 6 − 1   |
| 11 | Drammen     | 29 augustus 1984  | Vriendschappelijk    | Noorwegen − Polen | 1 − 1   |
| 12 | Wrocław     | 24 maart 1987     | Vriendschappelijk    | Polen − Noorwegen | 4 − 1   |
| 13 | Oslo        | 2 mei 1989        | Vriendschappelijk    | Noorwegen − Polen | 0 − 3   |
| 14 | Oslo        | 22 september 1993 | WK 1994 kwalificatie | Noorwegen − Polen | 1 − 0   |
| 15 | Poznań      | 13 oktober 1993   | WK 1994 kwalificatie | Polen − Noorwegen | 0 − 3   |
| 16 | Oslo        | 24 maart 2001     | WK 2002 kwalificatie | Noorwegen − Polen | 2 − 3   |
| 17 | Chorzów     | 1 september 2001  | WK 2002 kwalificatie | Polen − Noorwegen | 3 − 0   |
| 18 | Faro        | 9 februari 2011   | Vriendschappelijk    | Polen − Noorwegen | 1 − 0   |
| 19 | Abu Dhabi   | 18 januari 2014   | Vriendschappelijk    | Polen − Noorwegen | 3 − 0   |

## Samenvatting
| Competitie        | Totaal gespeeld | Winst Noorwegen | Gelijk | Winst Polen | Doelsaldo Noorwegen – Polen |
| ----------------- | --------------- | --------------- | ------ | ----------- | --------------------------- |
| WK-kwalificatie   | 4               | 2               | 0      | 2           | 6 − 6                       |
| Olympische Spelen | 1               | 1               | 0      | 0           | 3 − 2                       |
| Vriendschappelijk | 14              | 1               | 3      | 10          | 17 − 50                     |
| Totaal            | 19              | 4               | 3      | 12          | 26 − 58                     |

## Details

### Negentiende ontmoeting
| Vriendschappelijk (Abu Dhabi, Verenigde Arabische Emiraten, 18 januari 2014): |              | |
| Polen | 3 – 0        | Noorwegen |
| Tomasz Brzyski 21' Michał Kucharczyk 47' Karol Linetty 56' | goals        | |
| Adam Nawałka | bondscoach   | Per-Mathias Høgmo |
| Rafal Leszczynski Bartosz Bereszynski 73' Jakub Rzezniczak Maciej Wilusz Jakub Wawrzyniak 90+2' Michal Kucharczyk 73' Tomasz Jodlowiec Karol Linetty 73' Tomasz Brzyski 78' Michal Maslowski 73' Lukasz Teodorczyk | opstellingen | 46' Kenneth Høie Espen Ruud 46' Tore Reginiussen Stefan Strandberg 75' Ruben Kristiansen 46' Yann-Erik de Lanlay Abdisalam Ibrahim Thomas Kind Bendiksen Morten Gamst Pedersen 32' Erik Huseklepp 46' Ola Kamara |
| Lukasz Madej 73' Michal Pazdan 73' Pawel Olkowski 73' Mateusz Zachara 73' Szymon Pawlowski 78' Igor Lewczuk 90+2' | wissels      | 32' Mohamed Elyounoussi 46' Sten Grytebust 46' Even Hovland 46' Harmeet Singh 46' Mushaga Bakenga 75' Martin Linnes                                                                                              |
| Szymon Pawłowski 82' | gele kaarten | |
| Łukasz Teodorczyk 63' | rode kaarten | |
| - Debuut van Rafal Leszczynski (MKS Dolcan), Igor Lewczuk (WKS Zawisza), Maciej Wilusz (GKS Bełchatów), Karol Linetty (Lech Poznań), Michał Masłowski (WKS Zawisza) en Mateusz Zachara (Górnik Zabrze) voor Polen. - Debuut van Kenneth Høie (Djurgårdens IF), Mohamed Elyounoussi (Sarpsborg 08) en Mushaga Bakenga (Esbjerg fB) voor Noorwegen. |              | |

NFF · A-internationals · Selecties · Bondscoaches · Noors vrouwenelftal · Olympisch elftal · Noorwegen U21 · Noorwegen U20 · Noorwegen U19 · Noorwegen U18 · Noorwegen U17 · Noorwegen U16 · Vrouwen U17
1908 – 1919 ·
1920 – 1929 ·
1930 – 1939 ·
1940 – 1949 ·
1950 – 1959 ·
1960 – 1969 ·
1970 – 1979 ·
1980 – 1989 ·
1990 – 1999 ·
2000 – 2009 ·
2010 – 2019 ·
2020 − 2029
EK 2000
WK 1938 ·
WK 1994 ·
WK 1998
OS 1912 · 
OS 1920 · 
OS 1936 · 
OS 1952 · 
OS 1984
1908 ·
1909 ·
1910 ·
1911 ·
1912 · 
1913 · 
1914 · 
1915 · 
1916 · 
1917 · 
1918 · 
1919 · 
1920 · 
1921 · 
1922 · 
1923 · 
1924 · 
1925 · 
1926 · 
1927 · 
1928 · 
1929 · 
1930 · 
1931 · 
1932 · 
1933 · 
1934 · 
1935 · 
1936 · 
1937 · 
1938 · 
1939 · 
1940 – 1944 · 
1945 · 
1946 · 
1947 · 
1948 · 
1949 · 
1950 · 
1952 · 
1952 · 
1953 · 
1954 · 
1955 · 
1956 · 
1957 · 
1958 · 
1959 · 
1960 · 
1961 · 
1962 · 
1963 · 
1964 · 
1965 · 
1966 · 
1967 · 
1968 · 
1969 · 
1970 · 
1971 · 
1972 · 
1973 · 
1974 · 
1975 · 
1976 · 
1977 · 
1978 · 
1979 · 
1980 · 
1981 · 
1982 · 
1983 · 
1984 · 
1985 · 
1986 · 
1987 · 
1988 · 
1989 · 
1990 ·
1991 · 
1992 · 
1993 · 
1994 · 
1995 · 
1996 · 
1997 · 
1998 · 
1999 · 
2000 · 
2001 · 
2002 · 
2003 · 
2004 · 
2005 · 
2006 · 
2007 · 
2008 · 
2009 · 
2010 · 
2011 · 
2012 · 
2013 · 
2014 · 
2015 · 
2016 · 
2017 · 
2018 ·
2019 ·
2020 ·
2021 ·
2022 ·
2023 ·
2024
Albanië ·
Argentinië ·
Armenië ·
Australië ·
Azerbeidzjan ·
Bahrein ·
België ·
Bermuda ·
Bosnië en Herzegovina ·
Brazilië ·
Bulgarije ·
China ·
Colombia ·
Costa Rica ·
Cyprus ·
Denemarken ·
DDR ·
Duitsland ·
Egypte ·
Engeland ·
Estland ·
Faeröer ·
Finland ·
Frankrijk ·
Georgië ·
Ghana ·
Gibraltar ·
Grenada ·
Griekenland ·
Guatemala ·
Honduras ·
Hongarije ·
Hongkong ·
Ierland ·
IJsland ·
Israël ·
Italië ·
Jamaica ·
Japan ·
Joegoslavië ·
Jordanië ·
Kameroen ·
Kazachstan ·
Koeweit ·
Kosovo ·
Kroatië ·
Letland ·
Litouwen ·
Luxemburg ·
Malta ·
Marokko ·
Mexico ·
Moldavië ·
Montenegro ·
Nederland ·
Nieuw-Zeeland ·
Nigeria ·
Noord-Ierland ·
Noord-Korea ·
Noord-Macedonië ·
Oekraïne ·
Oman ·
Oostenrijk ·
Panama ·
Paraguay ·
Polen ·
Portugal ·
Qatar ·
Roemenië ·
Rusland ·
Saarland ·
San Marino ·
Saoedi-Arabië ·
Schotland ·
Senegal ·
Servië ·
Servië en Montenegro ·
Singapore ·
Slovenië ·
Slowakije ·
Sovjet-Unie ·
Spanje ·
Thailand ·
Trinidad en Tobago ·
Tsjechië ·
Tsjecho-Slowakije ·
Tunesië ·
Turkije ·
Uruguay ·
Verenigde Arabische Emiraten ·
Verenigde Staten ·
Verenigd Koninkrijk ·
Wales ·
Wit-Rusland ·
Zuid-Afrika ·
Zuid-Korea ·
Zweden ·
Zwitserland
Poolse voetbalbond · A-internationals · Selecties · Statistieken · Pools vrouwenelftal · Olympisch elftal · Polen U21 · Polen U20 · Polen U19 · Polen U18 · Polen U17 · Polen U16
1921 – 1929 ·
1930 – 1939 ·
1940 – 1949 ·
1950 – 1959 ·
1960 – 1969 ·
1970 – 1979 ·
1980 – 1989 ·
1990 – 1999 ·
2000 – 2009 ·
2010 – 2019 ·
2020 – 2029
EK 2008 · 
EK 2012 · 
EK 2016 · 
EK 2020
WK 1938 ·
WK 1974 ·
WK 1978 ·
WK 1982 ·
WK 1986 ·
WK 2002 ·
WK 2006 ·
WK 2018
OS 1924 ·
OS 1936 ·
OS 1972 ·
OS 1976 ·
OS 1992
1921 · 
1922 · 
1923 · 
1924 · 
1925 · 
1926 · 
1927 · 
1928 · 
1929 · 
1930 · 
1931 · 
1932 · 
1933 · 
1934 · 
1935 · 
1936 · 
1937 · 
1938 · 
1939 · 
1940–1946 · 
1947 · 
1948 · 
1949 · 
1950 · 
1951 · 
1952 · 
1953 · 
1954 · 
1955 · 
1956 · 
1957 · 
1958 · 
1959 · 
1960 · 
1961 · 
1962 · 
1963 · 
1964 · 
1965 · 
1966 · 
1967 · 
1968 · 
1969 · 
1970 · 
1971 · 
1972 · 
1973 · 
1974 · 
1975 · 
1976 · 
1977 · 
1978 · 
1979 · 
1980 · 
1981 · 
1982 · 
1983 · 
1984 · 
1985 · 
1986 · 
1987 · 
1988 · 
1989 · 
1990 · 
1991 · 
1992 · 
1993 · 
1994 · 
1995 · 
1996 · 
1997 · 
1998 · 
1999 · 
2000 · 
2001 · 
2002 · 
2003 · 
2004 · 
2005 · 
2006 · 
2007 · 
2008 · 
2009 · 
2010 · 
2011 · 
2012 · 
2013 · 
2014 ·
2015 ·
2016 ·
2017 ·
2018 ·
2019 ·
2020 ·
2021
Albanië ·
Algerije ·
Andorra ·
Argentinië ·
Armenië ·
Australië ·
Azerbeidzjan ·
België ·
Bolivia ·
Bosnië en Herzegovina ·
Brazilië ·
Bulgarije ·
Canada ·
Chili ·
China ·
Colombia ·
Costa Rica ·
Cyprus ·
DDR ·
Denemarken ·
Duitsland ·
Ecuador ·
Egypte ·
Engeland ·
Estland ·
Faeröer · 
Finland ·
Frankrijk ·
Georgië ·
Gibraltar ·
Griekenland ·
Guatemala ·
Haïti ·
Hongarije ·
Ierland ·
India ·
Irak ·
Iran ·
Israël ·
Italië ·
Ivoorkust ·
IJsland ·
Japan ·
Joegoslavië ·
Kameroen ·
Kazachstan ·
Koeweit ·
Kroatië ·
Letland ·
Libië ·
Liechtenstein ·
Litouwen ·
Luxemburg ·
Marokko ·
Malta ·
Mexico ·
Moldavië ·
Montenegro ·
Nederland ·
Nieuw-Zeeland ·
Nigeria ·
Noord-Ierland ·
Noord-Korea ·
Noord-Macedonië ·
Noorwegen ·
Oekraïne ·
Oostenrijk ·
Peru ·
Portugal ·
Roemenië ·
Rusland ·
San Marino ·
Saoedi-Arabië · 
Schotland ·
Senegal ·
Servië ·
Servië en Montenegro · 
Singapore ·
Slovenië ·
Slowakije ·
Sovjet-Unie ·
Spanje ·
Thailand · 
Tsjechië ·
Tsjecho-Slowakije ·
Tunesië ·
Turkije ·
Uruguay ·
Verenigde Arabische Emiraten ·
Verenigde Staten ·
Wales ·
Wit-Rusland ·
Zuid-Afrika ·
Zuid-Korea ·
Zweden ·
Zwitserland
België (1982) ·
Colombia (2018) ·
Costa Rica (2006) ·
Duitsland (2006) ·
Duitsland (2008) ·
Duitsland (2016) ·
Ecuador (2006) ·
Frankrijk (1982) ·
Frankrijk (2022) ·
Griekenland (2012) ·
Italië (1982, 1) ·
Italië (1982, 2) ·
Japan (2018) ·
Kameroen (1982) ·
Kroatië (2008) ·
Noord-Ierland (2016) ·
Oostenrijk (2008) ·
Peru (1982) ·
Rusland (2012) ·
Senegal (2018) ·
Slowakije (2021) ·
Sovjet-Unie (1982) ·
Spanje (2021) ·
Tsjechië (2012) ·
Zweden (2021)